# Filmjahr 1900
Liste der Filmjahre

◄◄ | ◄ | 1896 | 1897 | 1898 | 1899 | Filmjahr 1900 | 1901 | 1902 | 1903 | 1904 | ► | ►►

Weitere Ereignisse

## Ereignisse

### Uraufführungen
- April: Der Kurzfilm As Seen Through a Telescope wird unter dem Titel The Professor and His Field Glass veröffentlicht. Regisseur George Albert Smith ist Mitglied der Schule von Brighton.

- April bis November: Auf der Weltausstellung in Paris werden Filme des Systems Phono-Cinéma-Théâtre vorgestellt. Mit Cyrano de Bergerac gibt es den ersten Film mit Ton und handkoloriertem Bild der Filmgeschichte.

- 11. November: Der zur Gänze handkolorierte französische Stummfilm Jeanne d’Arc von Regisseur Georges Méliès wird uraufgeführt.
- 16. November: Der Stop-Motion-Animationsfilm The Enchanted Drawing von J. Stuart Blackton wird von Thomas Alva Edison veröffentlicht.
- November: Grandma’s Reading Glass von Regisseur George Albert Smith wird veröffentlicht. Es handelt sich um einen der ersten Filme, der aus verschiedenen Perspektiven aufgenommen ist.
- Der erste Sherlock-Holmes-Film, Sherlock Holmes Baffled, erscheint.
- Der US-amerikanische Filmpionier Edwin S. Porter dreht gemeinsam mit Charles Manley den Stummfilm Uncle Josh in a Spooky Hotel. Im gleichen Jahr erscheint die Fortsetzung Uncle Josh’s Nightmare, damit handelt es sich um eine der ersten Filmreihen der Filmgeschichte.

### Unternehmensgründungen
- 31. Oktober: Oskar Messter gründet die Unternehmen Vereinigte mechanische Werkstätten GmbH, Kosmograph-Compagnie GmbH und Projection GmbH, die Geräte der Filmtechnik herstellen wird und Kurzfilme produziert.

## Geboren

### Januar bis März
- 02. Januar: William Haines, US-amerikanischer Schauspieler († 1973)
- 08. Januar: Dorothy Adams, US-amerikanische Schauspielerin († 1988)

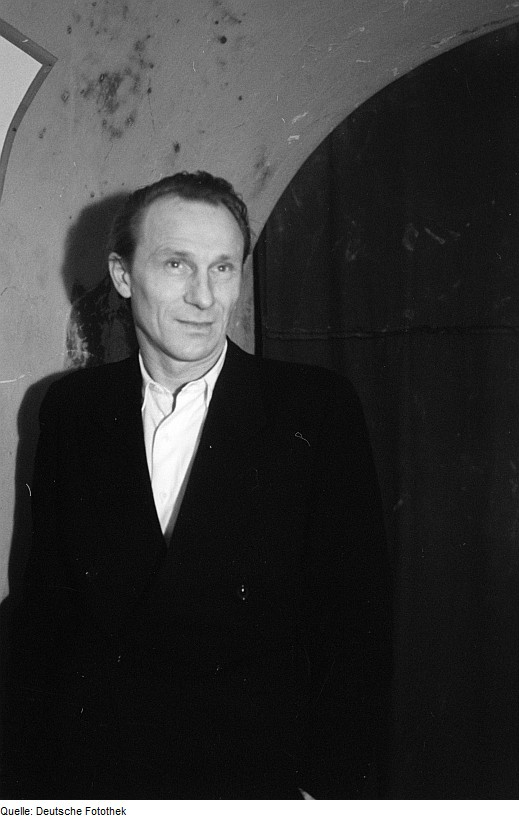
Ernst Busch (* 22. Januar)

- 22. Januar: Ernst Busch, deutscher Schauspieler († 1980)
- 23. Januar: David Hand, US-amerikanischer Animator, Regisseur und Produzent († 1986)
- 28. Januar: Karel Dodal, tschechischer Trickfilmregisseur († 1986)
- 30. Januar: Martita Hunt, britische Schauspielerin († 1969)

- 04. Februar: Jacques Prévert, französischer Schriftsteller und Drehbuchautor († 1977)
- 07. Februar: George Oppenheimer, US-amerikanischer Drehbuchautor († 1977)
- 09. Februar: Robert De Grasse, US-amerikanischer Kameramann († 1971)
- 16. Februar: Jack Cummings, kanadischer Produzent († 1989)

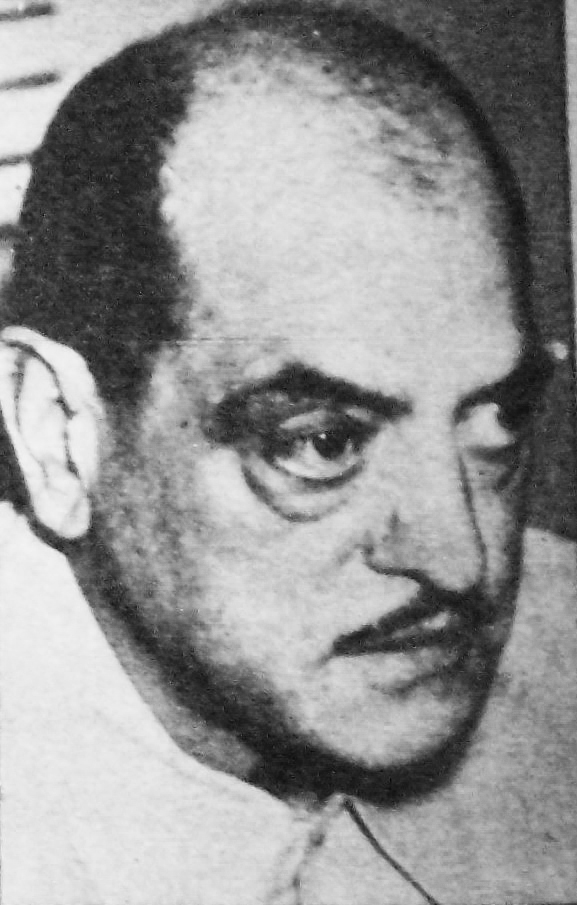
Luis Buñuel (* 22. Februar)

- 22. Februar: Luis Buñuel, spanischer Regisseur und Drehbuchautor († 1983)
- 26. Februar: Jean Negulesco, rumänisch-amerikanischer Regisseur († 1993)

- 02. März: Kurt Weill, deutscher Komponist († 1950)
- 04. März: Herbert Biberman, US-amerikanischer Regisseur († 1971)
- 06. März: Henri Jeanson, französischer Drehbuchautor († 1970)
- 15. März: Charlotte Kramm, deutsche Schauspielerin († 1971)
- 17. März: Alfred Newman, US-amerikanischer Filmkomponist († 1970)
- 21. März: Sun Yu, chinesischer Regisseur († 1990)

### April bis Juni

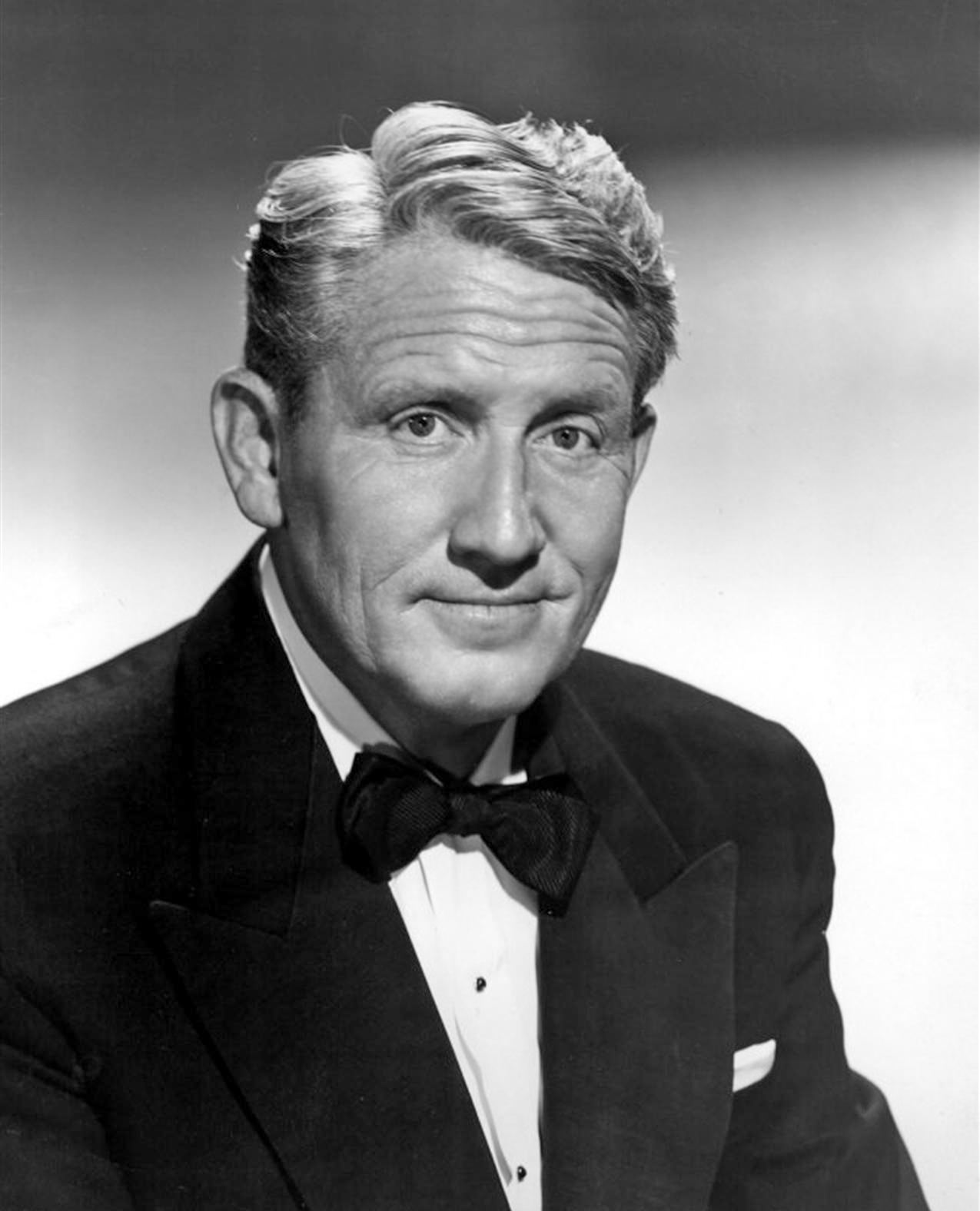
Spencer Tracy

- 05. April: Spencer Tracy, US-amerikanischer Schauspieler († 1967)

- 01. Mai: Robert Baberske, deutscher Kameramann († 1958)
- 13. Mai: Paul Ivano, französischer Kameramann († 1984)
- 26. Mai: Lesley Selander, US-amerikanischer Regisseur und Kameramann († 1979)

- 13. Juni: Ian Hunter, britischer Schauspieler († 1975)
- 22. Juni: Oskar Fischinger, deutscher Filmemacher, Pionier des abstrakten Films († 1967)
- 25. Juni: Georgia Hale, US-amerikanische Schauspielerin († 1985)

### Juli bis September
- 04. Juli: Guy Endore, US-amerikanischer Schriftsteller und Drehbuchautor († 1970)
- 05. Juli: Leonard Buczkowski, polnischer Regisseur und Drehbuchautor († 1967)
- 06. Juli: Frederica Sagor Maas, US-amerikanische Drehbuchautorin († 2012)
- 09. Juli: Joseph LaShelle, US-amerikanischer Kameramann († 1989)
- 10. Juli: Sy Bartlett, US-amerikanischer Drehbuchautor († 1978)
- 17. Juli: Marcel Dalio, französischer Schauspieler († 1983)
- 18. Juli: Herbert Hennies, deutscher Schauspieler und Drehbuchautor († 1979)
- 21. Juli: Alfred Stöger, österreichischer Schauspieler, Regisseur und Produzent († 1962)
- 27. Juli: Ernst Fritz Fürbringer, deutscher Schauspieler († 1988)

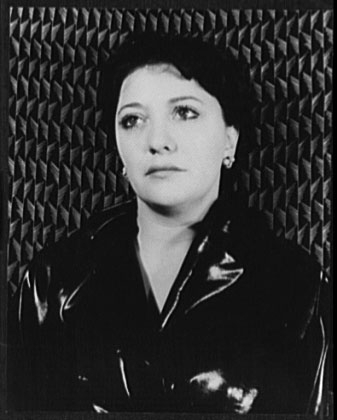
Helen Morgan (* 2. August)

- 02. August: Helen Morgan, US-amerikanische Sängerin und Schauspielerin († 1941)
- 08. August: Robert Siodmak, deutscher Regisseur († 1973)

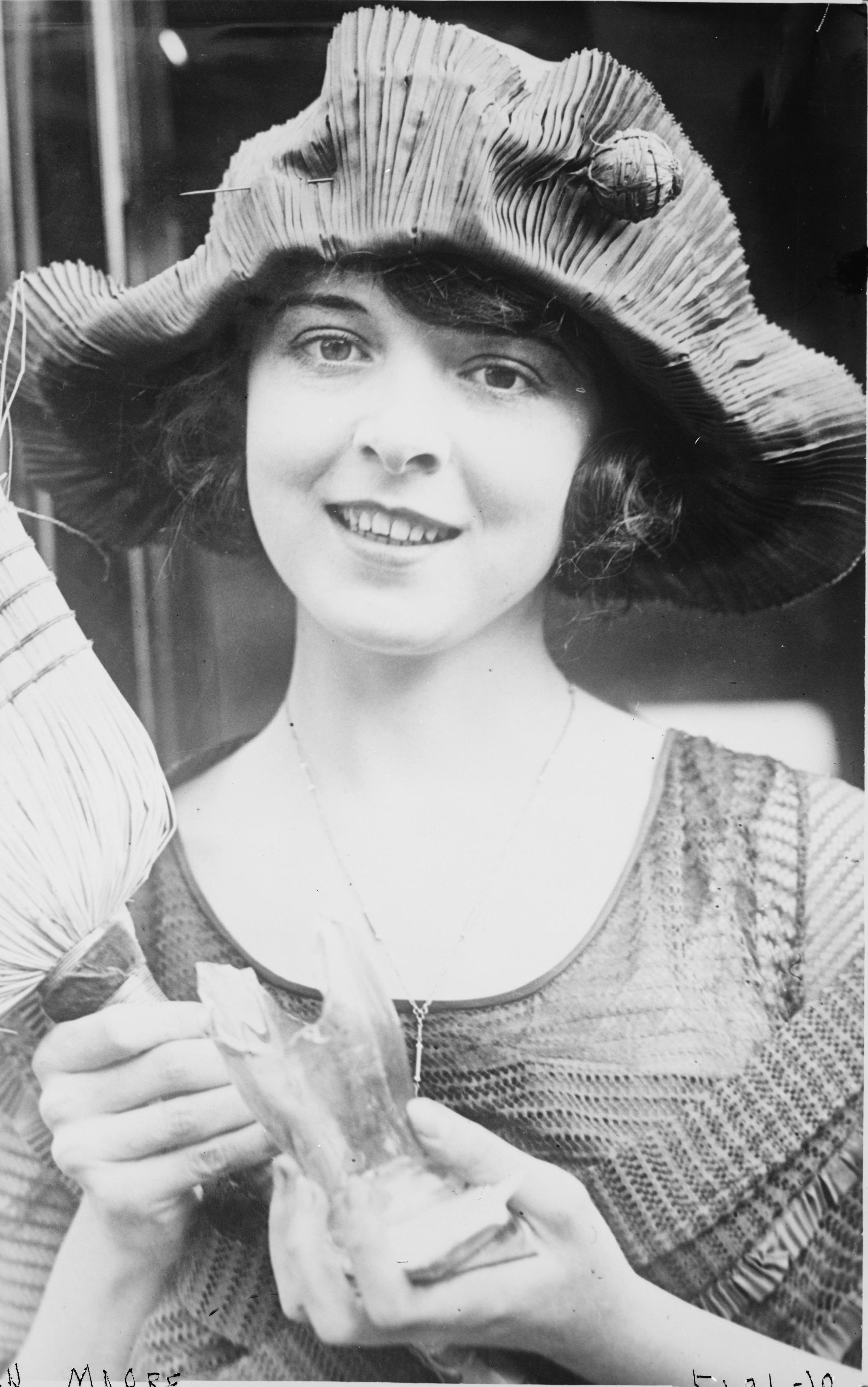
Colleen Moore (* 19. August)

- 19. August: Colleen Moore, US-amerikanische Schauspielerin († 1988)
- 26. August: Mark Sandrich, US-amerikanischer Regisseur († 1945)

- 24. September: Aribert Grimmer, deutscher Schauspieler († 1963)
- 25. September: Robert Wyler, US-amerikanischer Produzent († 1971)
- 29. September: Alfred Pongratz, deutscher Schauspieler († 1977)

### Oktober bis Dezember
- 09. Oktober: Alastair Sim, schottischer Schauspieler († 1976)
- 10. Oktober: Helen Hayes, US-amerikanische Schauspielerin († 1993)
- 13. Oktober: Helena Pickard, britische Schauspielerin († 1959)
- 15. Oktober: Fritz Feld, deutsch-amerikanischer Schauspieler († 1993)
- 15. Oktober: Mervyn LeRoy, US-amerikanischer Regisseur und Produzent († 1987)
- 17. Oktober: Jean Arthur, US-amerikanische Schauspielerin († 1991)

- 03. November: Carola Neher, deutsche Schauspielerin († 1942)

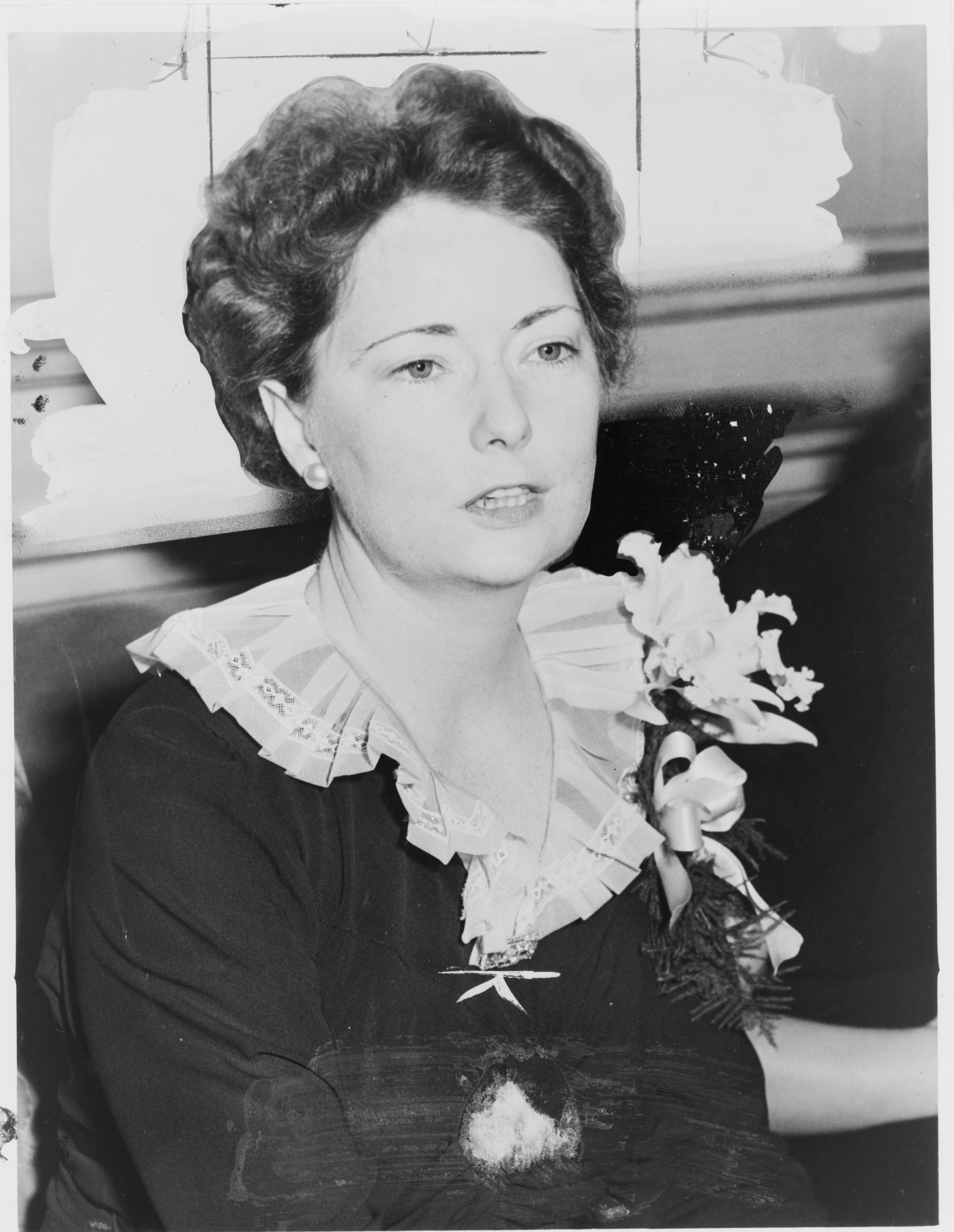
Margaret Mitchell (1941)

- 08. November: Margaret Mitchell, US-amerikanische Journalistin und Autorin († 1949)
- 21. November: Alice Calhoun, US-amerikanische Schauspielerin († 1966)

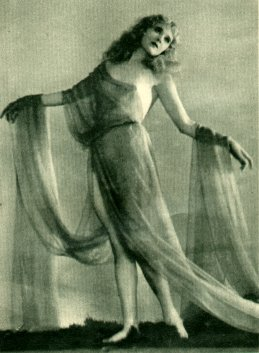
Margaret Livingston (* 25. November)

- 27. November: Tzwetta Tzatschewa, bulgarisch-deutsche Schauspielerin († 1969)

- 06. Dezember: Agnes Moorehead, US-amerikanische Schauspielerin († 1974)
- 17. Dezember: Katina Paxinou, griechische Schauspielerin († 1973)
- 19. Dezember: Géza von Cziffra, deutscher Regisseur († 1989)
- 20. Dezember: Lissy Arna, deutsche Schauspielerin († 1964)
- 22. Dezember: Marc Allégret, französischer Regisseur († 1973)
- 23. Dezember: Noel Purcell, irischer Schauspieler und Komiker († 1985)
- 24. Dezember: Carl Voscherau, deutscher Schauspieler († 1963)

## Gestorben
- 05. Juni: Stephen Crane, US-amerikanischer Schriftsteller (* 1871)